# Leuc
Leuc [løk] ist eine französische Gemeinde mit 823 Einwohnern (Stand: 1. Januar 2022) im Département Aude. Sie gehört zum Gemeindeverband Carcassonne Agglo, zum Arrondissement Carcassonne und zum Kanton Carcassonne-2. Die Einwohner werden Leucois genannt.

## Geographie
Leuc liegt etwa sieben Kilometer südlich des Stadtzentrums von Carcassonne. Durch die Gemeinde fließt der Lauquet. Umgeben wird Leuc von den Nachbargemeinden Cavanac im Norden, Palaja im Nordosten, Villefloure im Osten, Ladern-sur-Lauquet im Südosten, Verzeille im Süden sowie Couffoulens im Westen und Nordwesten. 

## Bevölkerungsentwicklung
| Jahr                       | 1962 | 1968 | 1975 | 1982 | 1990 | 1999 | 2006 | 2012 | 2019 |
| Einwohner                  | 431  | 427  | 387  | 529  | 629  | 577  | 601  | 774  | 865  |
| Quellen: Cassini und INSEE |      |      |      |      |      |      |      |      |      |

## Sehenswürdigkeiten

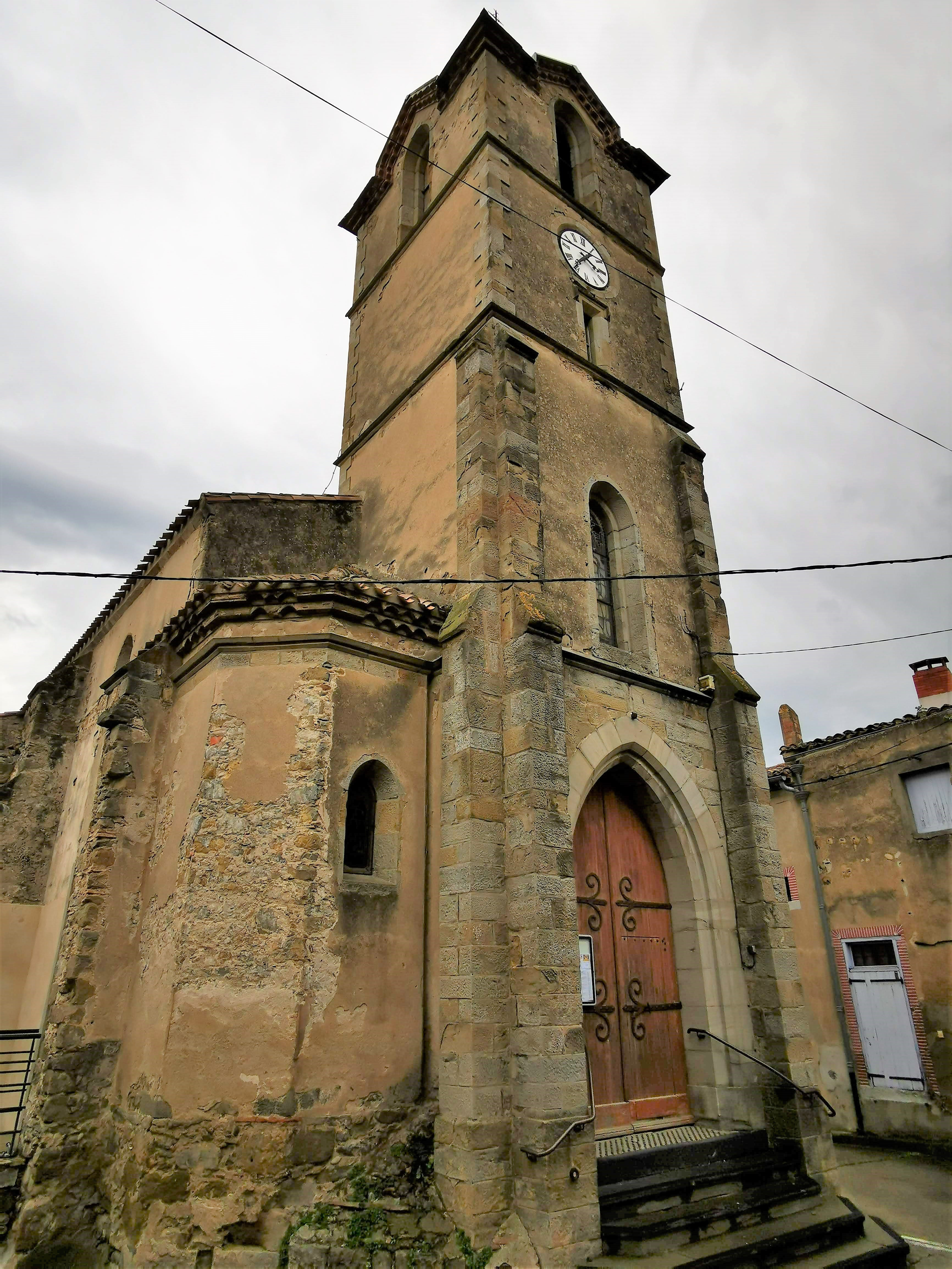
Kirche Saint-Pierre-ès-Liens
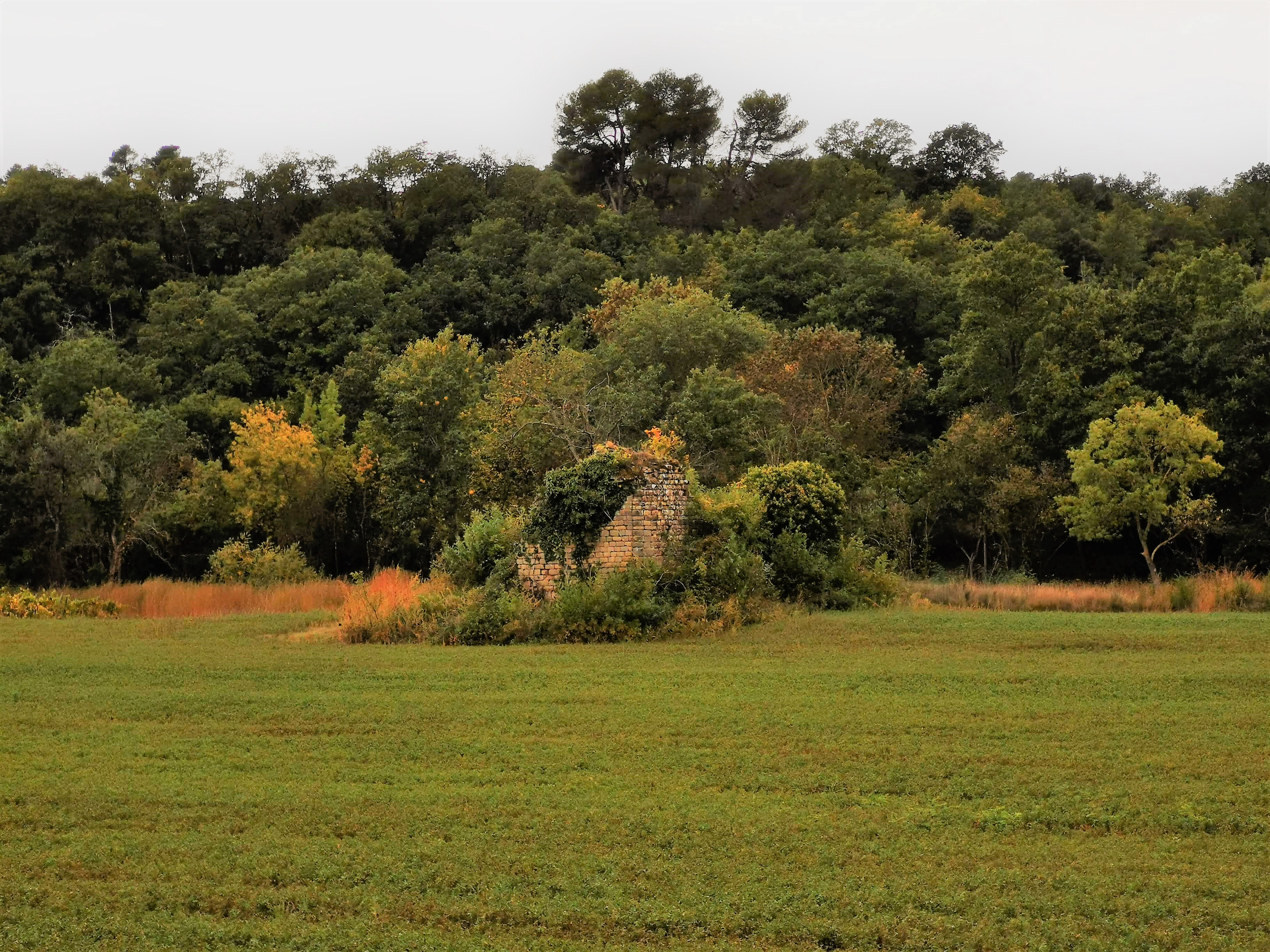
romanische Kapelle Saint-Laurent, Monument historique
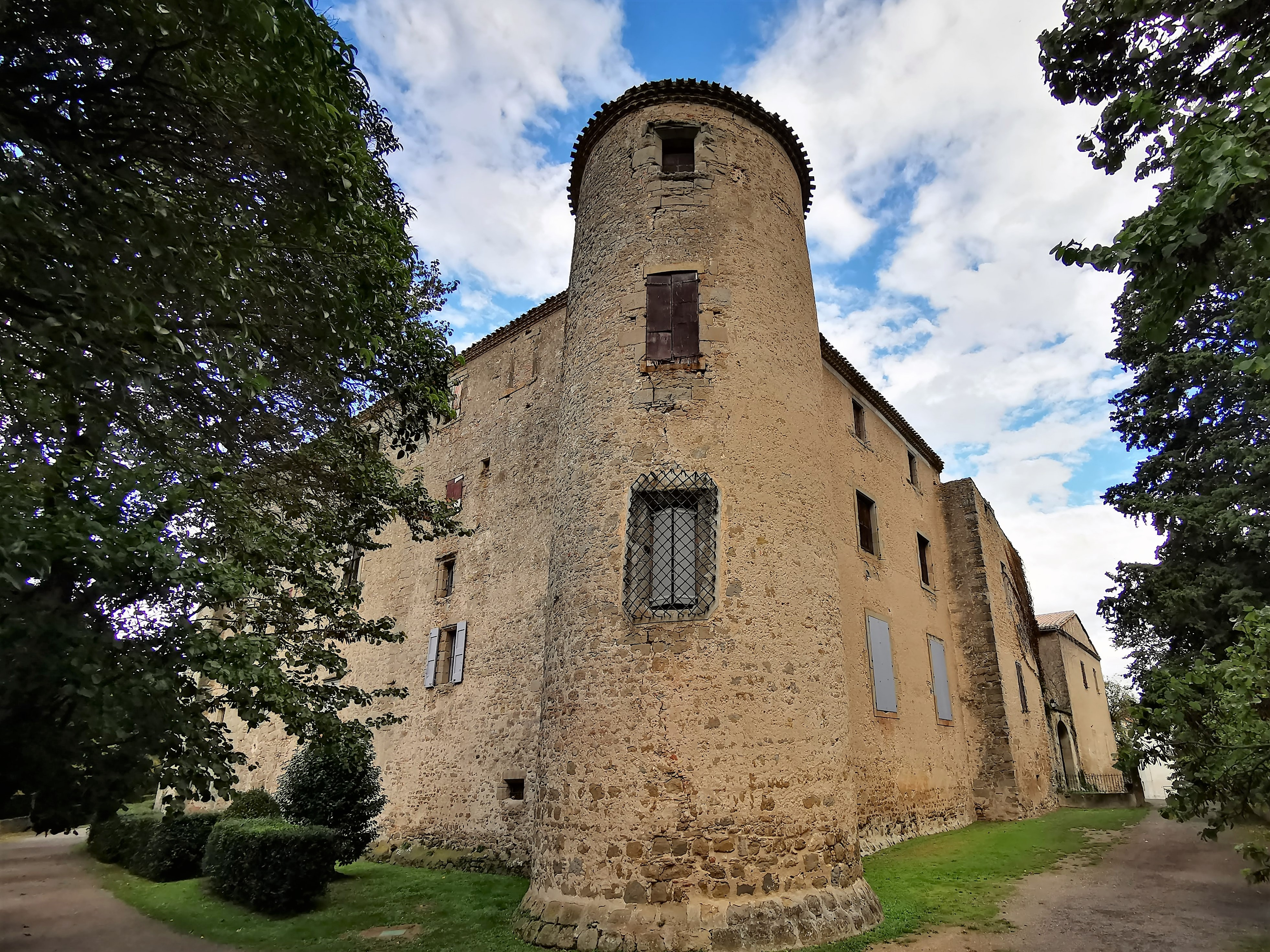
Schloss Leuc, Monument historique

- Kirche Saint-Pierre-ès-Liens
- Kapelle Saint-Laurent
- Schloss Leuc

## Verkehr

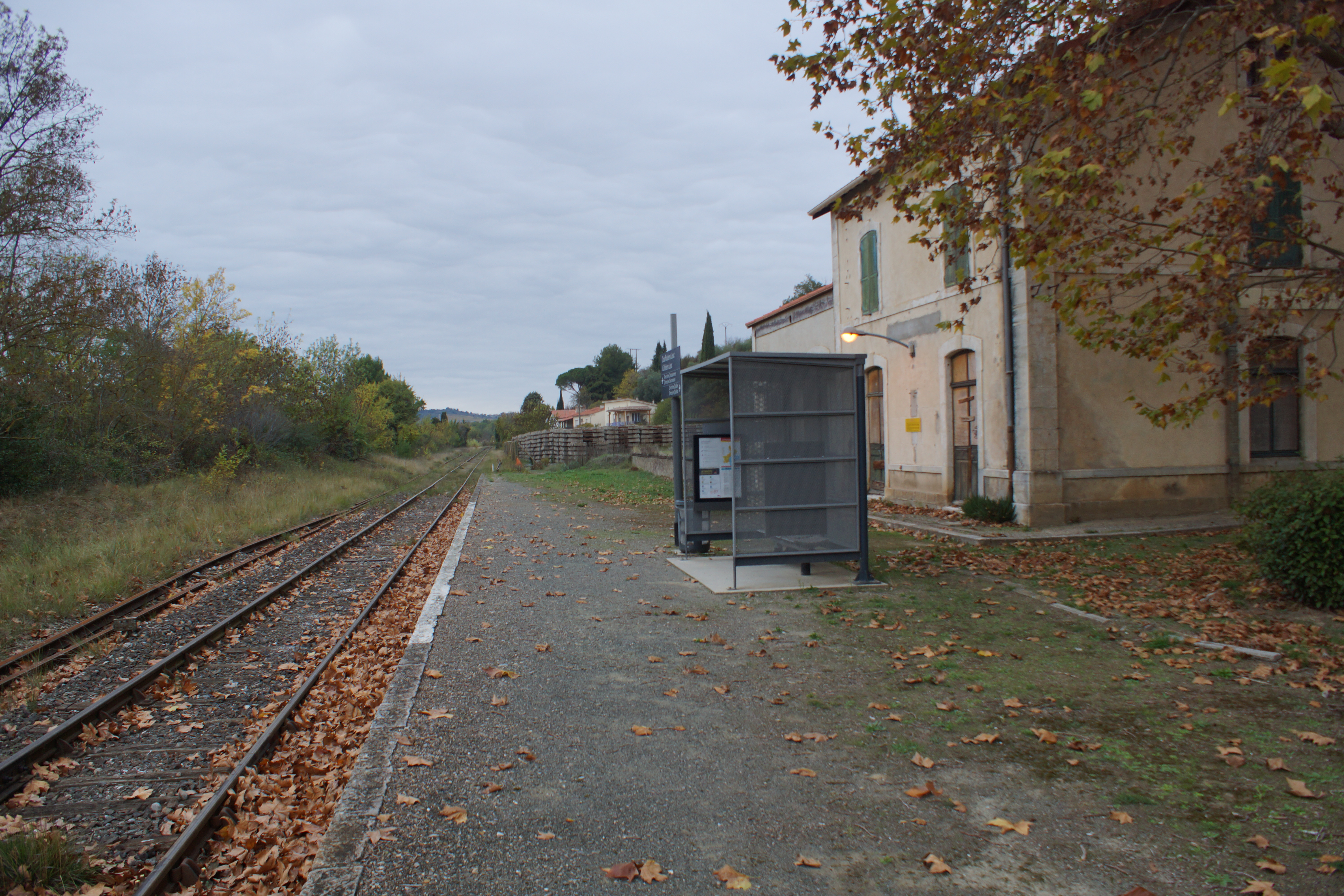
Bahnstation Couffoulens-Leuc

An der Bahnstrecke Carcassonne–Rivesaltes wurde am 17. Juli 1876 auf dem Gebiet der Gemeinde Couffoulens der Bahnhof Couffoulens-Leuc eröffnet, Betreiber war die Compagnie des chemins de fer du Midi et du Canal latéral à la Garonne. Aktuell ist er ein Haltepunkt der Züge des TER Occitanie der SNCF.
Durch die Gemeinde verläuft in Nord-Süd-Richtung die Departementsstraße D 104, von der in Leuc nach Osten die D 60 abzweigt. Die nächste Autobahnanschlussstelle ist Carcassonne-Ouest an der Autoroute A 61.

## Wirtschaft
Hier wird vor allem Wein der Appellation Cité de Carcassonne produziert.